# Marcos Álvarez
Marcos Álvarez (Gelnhausen, 30 settembre 1991) è un calciatore tedesco di origini spagnole, attaccante del TuS Bersenbruck.

## Carriera

### Club
Ha giocato una partita nella prima divisione tedesca con l'Eintracht Francoforte; in seguito ha giocato con vari club tra seconda e terza divisione.

### Nazionale
Ha giocato nelle nazionali giovanili tedesche Under-16, Under-17, Under-19 ed Under-20.

## Palmarès

### Club

#### Competizioni nazionali
- 3. Liga: 1

Osnabrück: 2018-2019